# Ctenosaura melanosterna
Espèce
Statut de conservation UICN

 EN B1ab(i,ii,iii,iv,v) : En danger
Statut CITES
Ctenosaura melanosterna est une espèce de sauriens de la famille des Iguanidae.

## Répartition
Cette espèce est endémique du Nord du Honduras.

## Publication originale
- Buckley & Axtell, 1997 : Evidence for the specific status of the Honduran lizards formerly referred to Ctenosaura palearis (Reptilia: Squamata: Iguanidae). Copeia, vol. 1997, n. 1, p. 138-150.